# Suatmarama
Suatmarama (siglo XV a XVI) fue un yogui y escritor religioso hinduista indio, creador del hatha-ioga.
Su nombre civil era Chintámani.
Escribió el Hatha-ioga-pradípika, donde estableció las bases de esa disciplina.
Suatmarama era parte de la tradición tántrica Nath (‘amo, señor’), cuyo maestro original fue un tal Adi Nath (el ‘amo original’, un nombre de los dioses Visnú y Shivá), que Suatmarama creía que era el propio dios Shivá, en cuya sucesión discipular también se encontraban sus maestros Goraksha Nath y Matsiendra Nath, cuyos nombres Suatmarama aplicó a dos series de ásanas del hatha-yoga.

## Nombre
- svātmārāma, en el sistema AITS (alfabeto internacional para la transliteración del sánscrito).
- स्वात्माराम, en escritura devanagari del sánscrito.
- Pronunciación: /suatmaráma/[2]
  - /suatmarám/, en bengalí, hindí y otros idiomas indios modernos.
- Etimología: ‘el que siente placer en sí mismo’, siendo sua: ‘su propio’, atma: ‘alma, yo mismo’, y rama: ‘placer’.[2]

## Otros nombres
- Suatmarama Suami
- Swatmarama Swami
- Svātmārāma Svāmī
- Svātmārāma Svāmin
- Suami Suatmarama
- Swami Swatmarama
- Suatmarama Iogui
- Swatmarama Yogui
- Iogui Suatmarama
- Yogui Suatmarama
- Suatmarama Ioguindra (siendo iogui-indra: ‘rey de los ioguis’).
- Swatmarama Yogindra

## Maestros

### Adi Nath
Según el Hatha-yoga-pradípika (de Suatmarama), el fundador de la escuela Nath fue un tal Adinath, de quien este texto sugiere que fue el propio dios Shivá, que reveló sus secretos a su consorte la diosa Parvati.

### Shiva Mahadeva Nath
Dentro de la escuela Nath se destaca el maestro Shiva Mahadeva o Majadev Nath (según sus discípulos, una encarnación del dios Shiva), que nació cerca de Arunachala en Tamil Nadu (en el sur de la India), y cuyo discípulo fue Matsiendra Nath. Estos dos personajes habrían sido históricos, a lo que posteriormente se les agregó la mítica relación con el dios Shivá (Se considera que Mahadeva Nath fue el principal fundador del budismo mahāyāna y vajrayāna tántrico). Se desconoce si Majadeva Nath es el propio Adinath (creador de la escuela Nath), y si practicaba ya algún tipo de meditación parecido al hatha-yoga.

### Goraksha
La tradición afirma que el impulsor del hatha yoga fue Gorakshanath, más conocido como Goraksha, quien escribió varios libros, entre ellos
- el Goraksha samhita siddha siddhanta paddhati,
- el Yoga martanada,
- el Yoga siddhanta paddhati,
- el Yoga bija, y
- el Yoga chintāmani (que es una base fundamental del hatha yoga).

Goraksha pertenecía a la escuela Nath, y era un fiel seguidor de Matsiendra Nath. Los naths se consideraban partidarios del monismo propio del shivaísmo de Cachemira y el budismo vashraiana.
Goraksha —al contrario que Patanyali— no creía en las Upanishad sino en los Agamas shivaístas (śaiva-tantra) y en los tantras del budismo vajrayana, habiendo estudiado ambos motivo por cual diferenció su hatha yoga del astanga-yoga. Para eso eliminó dos de los ocho pasos de Patanyali. A partir de entonces el yoga de Goraksha fue conocido como shat yoga (yoga de seis [pasos]) o gatha yoga (yoga del sendero o yoga de la puerta).
Goraksha eliminó dos de los pasos de Patañjali: los yamas (‘prohibiciones’, como la no violencia, la veracidad [el no mentir], el no robar, el celibato, el desapego) y los niyamas (‘preceptos’, como la limpieza, la tranquilidad, la automortificación, el estudio de las Escrituras y la devoción a Dios), que eran de origen vedántico.
Se basó para esto en la doctrina de los Shiva-sutras escritos por Vasugupta (del shivaísmo de Cachemira). En sus orígenes el hatha yoga siempre estuvo ligado al shivaísmo tamil o sureño, propio del pueblo dravidiano, de origen protoaustraloide.
El yoga de Goraksha fue practicado por el shivaísmo de Cachemira o shivaísmo norteño, propio del Himalaya, así como por el budismo (especialmente vajrayana, tantrayana y mahayana, que se difundió en el norte de la India, Nepal, Tíbet y Cachemira).
Goraksha posteriormente fue a vivir a Vajreshwar, cerca de Ganeshpuri (en el estado de Maharashtra, India).
Al igual que Patañjali, comparte que el fin último del yoga es el samādhi.
Suatmarama puede haber sido discípulo directo de Goraksha.
En su Hatha-ioga-pradipika (2.76) escribió:

El jatha no se puede perfeccionar sin raya, ni el raya sin el jatha. Muchos llaman al jatha ioga de Suatmarama rāja haṭha yoga o aṣṭāṅga haṭha yoga.

Ese texto se considera el principio del hatha yoga.
Históricamente, Suatmarama fue el creador oficial del hatha-yoga, que lo popularizó entre los seguidores del raya-yoga y del resto del hinduismo.